# Celeste Holm
Celeste Holm (New York, 29 april 1917 – aldaar, 15 juli 2012) was een Amerikaans actrice. Ze kreeg in 1948 de Oscar voor de beste vrouwelijke bijrol in de film Gentleman's Agreement. Verder werd ze genomineerd voor de Oscar voor de films Come to the Stable en All About Eve. 
Celeste Holm is in totaal vijf keer getrouwd. Haar eerste huwelijk was met regisseur Ralph Nelson van 1936 tot hun scheiding in 1939. Samen hadden ze één zoon, de internetpioneer Ted Nelson die de woorden hypertext en hypermedia introduceerde in de jaren zestig van de 20ste eeuw. 
Haar tweede huwelijk was met Francis Emerson Harding Davies van 1940 tot hun scheiding in 1945. Het derde huwelijk was met A. Schuyler Dunning van 1946 tot hun scheiding in 1953. Samen hadden ze één kind. Haar vierde huwelijk was met acteur Wesley Addy van 1966 tot zijn overlijden in 1996. 
Haar laatste huwelijk was met operazanger Frank Basile van 2004 tot haar overlijden in 2012. In 2002 werd bij Celeste Holm de ziekte van Alzheimer geconstateerd. Op 13 juli kreeg ze een hartaanval en werd op haar verzoek naar haar eigen huis gebracht waar ze haar laatste momenten meemaakte met haar man en familie en aldaar op 15 juli overleed op 95-jarige leeftijd.

## Filmografie
- Three Little Girls in Blue (1946)
- Gentleman's Agreement (1947)
- Carnival in Costa Rica (1947)
- The Snake Pit (1948)
- Road House (1948)
- Everybody Does It (1949)
- Come to the Stable (1949)
- A Letter to Three Wives (1949, niet op aftiteling)
- Chicken Every Sunday (1949)
- All About Eve (1950)
- Champagne for Caesar (1950)
- The Tender Trap (1955)
- Carolyn (1956)
- High Society (1956)
- The Yeoman of the Guard (1957)
- Bachelor Flat (1962)
- Hailstones and Halibut Bones (1963)
- Cinderella (1965)
- Meet Me in St. Louis (1966)
- Cosa Nostra, Arch Enemy of the FBI (1967)
- Doctor, You've Got to Be Kidding! (1967)
- Swing Out, Sweet Land (1970)
- Tom Sawyer (1973)
- Death Cruise (1974)
- The Underground Man (1974)
- Bittersweet Love (1976)
- The American Woman: Portraits of Courage (1976)
- The Private Files of J. Edgar Hoover (1977)
- The Love Boat II (1977)
- Midnight Lace (1981)
- This Girl for Hire (1983)
- Jessie (1984)
- 3 Men and a Baby (1987)
- Murder by the Book (1987)
- Polly (1989)
- Nora's Christmas Gift (1989)
- Polly: Comin' Home! (1990)
- Once You Meet a Stranger (1996)
- Home of the Brave (1996)
- Still Breathing (1997)
- Alchemy (2005)
- Driving Me Crazy (2012, postproductie)
- College Debts (2013, complete serie)

## Televisieseries
- All Star Revue (1950)
- Lux Video Theatre (1951-1953), 4 afleveringen
- Schlitz Playhouse (1952 en 1957)
- Your Jeweler's Showcase (1953)
- Hollywood Opening Night (1953)
- Honestly, Celeste! (1954)
- The United States Steel Hour (1955)
- Producers' Showcase (1956)
- The Steve Allen Plymouth Show (1956)
- Sneak Preview (1956)
- Climax! (1956)
- Zane Grey Theater (1957)
- Goodyear Playhouse (1957)
- The Christophers (1960)
- Art Carney Special (1960)
- Play of the Week (1961)
- Alcoa Premiere (1962)
- Checkmate (1962)
- Follow the Sun (1962)
- Burke's Law (1963)
- Dr. Kildare (1963)
- The Eleventh Hour (1964)
- Walt Disney's Wonderful World of Color (1965 en 1977), 5 afleveringen
- The Fugitive (1965 en 1967)
- Run for Your Life (1965)
- Mr. Novak (1965)
- The Long, Hot Summer (1966)
- Insight (1967)
- The F.B.I. (1967), 2 afleveringen
- Nancy (1970-1971), 17 afleveringen
- The Name of the Game (1970)
- The Delphi Bureau (1972)
- Medical Center (1973 en 1974)
- The Manhunter (1974)
- The Streets of San Francisco (1974)
- Columbo (1976)
- Captains and the Kings (1976), 2 afleveringen
- The New Adventures of Wonder Woman (1977)
- Fantasy Island (1978 en 1979)
- Lucan (1978)
- The Love Boat (1979 en 1984)
- Trapper John, M.D. (1979 en 1982)
- Backstairs at the White House (1979), 4 afleveringen
- Archie Bunker's Place (1981-1983), 5 afleveringen
- As the World Turns (1981)
- American Playhouse (1982)
- Jessie (1984), 6 afleveringen
- Falcon Crest (1985), 6 afleveringen
- Matt Houston (1985)
- Magnum, P.I. (1987)
- Spenser: For Hire (1988)
- Christine Cromwell (1989-1990), 4 afleveringen
- CBS Summer Playhouse (1989)
- Loving (1991-1992)
- Cheers (1992)
- Great Performances (1995)
- Promised Land (1996-1999), 67 afleveringen
- Touched by an Angel (1996-1998), 4 afleveringen
- The Beat (2000), 13 afleveringen
- Third Watch (2002)
- Whoopi (2004)